# Ludwig Geiger
Ludwig Geiger, född 5 juni 1848, död 9 februari 1919, var en tysk litteratur- och kulturhistoriker, son till rabbinen Abraham Geiger.
Geiger blev 1880 extraordinarie professor i nyare litteratur vid Berlins universitet. Geiger skrev bland annat Johann Reuchlin (1871), Petrarca (1874), Renaissance und Humanismus in Italien und Deutschland (1882), Karoline von Günderode und ihre Freunde (1895), Aus Alt-Weimar (1897), Goethes Leben und Schaffen (1904). Han utgav exempelvis Aus Adolf Stahrs Nachlaß. Briefe von Stahr nebst Briefen an ihn (1903).